# Elena Fissore
Elena Fissore (Bra, 19 agosto 1957) è una politica italiana.

## Biografia
È nata a Bra, ma vive a Moncalieri. Iscritta a La Margherita, dopo una candidatura senza essere eletta (nonostante 1840 preferenze) alle elezioni regionali in Piemonte del 2000 per la provincia di Torino nella lista dei Democratici, è stata consigliere comunale di Moncalieri dal 2002 al 2003 e assessore dal 2003 al 2012, con deleghe alle Attività Produttive, al Patto Territoriale Torino Sud, ai Sistemi Informativi e ai Lavori Pubblici. 
Alle elezioni politiche del 2006 è candidata alla Camera nella circoscrizione Piemonte 1 nelle liste dell'Ulivo, ma non è eletta. 

### Elezione a senatore
Alle elezioni politiche del 2013 viene eletta al Senato della Repubblica nelle liste del Partito Democratico nella circoscrizione Piemonte. 
Non è ricandidata alle elezioni del 2018.